# میشل دارد
میشل دارد (انگلیسی: Michel Dard؛ زادهٔ ) یک نویسنده اهل فرانسه است.
وی همچنین برنده جوایزی همچون جایزه فمینا شده است.